# Txitximakh
Txitximakh (en rus: Чычымах) és un poble de la república de Sakhà, a Rússia, que el 2014 tenia 699 habitants, pertany al districte d'Itik-Kiuiol.